# 妙厳寺 (上尾市)
妙厳寺（みょうごんじ）は、埼玉県上尾市にある曹洞宗の寺院。

## 歴史
1489年（延徳元年）、大洞存奝の開基とされている。その後安土桃山時代に、徳川家康の家臣で当地の領主だった西尾吉次によって中興された。
当寺の寺宝に「永楽通宝紋鞍付鐙一双」がある。これは中興の西尾吉次が、織田信長より拝領したものである。『新編武蔵風土記稿』で、その存在は確認されていたものの、長らく行方不明となっていた。1985年（昭和60年）、薬師堂改修工事の際に発見された。
西尾吉次はその後大名に昇格し原市藩を立藩、2代忠永のときに転封されたが、当寺は西尾家の菩提寺であり続けてきた。

## 文化財
- 永楽通宝紋鞍付鐙一双（埼玉県指定有形文化財 平成10年3月17日指定[4]）
- 西尾隠岐守一族累代の墓（上尾市指定文化財 昭和34年1月1日指定[5]）
- 伊藤由哉碑と墓（上尾市指定文化財 昭和34年1月1日指定[5]）

## 交通アクセス
- 埼玉新都市交通伊奈線（ニューシャトル）原市駅より徒歩15分。